# Championnat National D1 2024
Il Championnat National D1 2024 è stato la 59ª edizione della massima serie del campionato haitiano di calcio. Il campionato è iniziato il 9 marzo 2024 e si è concluso il 26 maggio 2024. 
La squadra campione in carica era il Violette, vincitore dell'edizione 2020-2021, dal momento che i campionati successivi non sono stati disputati o sono stati interrotti. Il titolo è stato vinto dal Real Hope FA.

## Stagione

### Formula
La stagione regolare conta 3 gironi all'italiana, ognuno da 5 squadre, con partite di andata e ritorno, per un totale di 8 giornate. Al termine di esse, le prime due classificate di ogni girone si qualificano alla seconda fase, costituita da due gironi, ognuno da 3 squadre, che giocano con gare di sola andata, per un totale di due ulteriori giornate. Le vincenti dei due gironi giocano una finale in gara singola per decretare la squadra campione di Haiti e qualificata alle competizioni CONCACAF.

## Squadre partecipanti
| Club               | Città          |
| ------------------ | -------------- |
| América des Cayes  | Les Cayes      |
| Baltimore          | Saint-Marc     |
| Capoise            | Cap-Haïtien    |
| Cavaly             | Léogâne        |
| Cosmopolites       | Port-au-Prince |
| FICA               | Cap-Haïtien    |
| Juventus           | Les Cayes      |
| Ouanaminthe        | Ouanaminthe    |
| RC des Gonaïves    | Les Gonaïves   |
| RC Haïtien         | Port-au-Prince |
| Real Hope FA       | Cap-Haïtien    |
| Rivartibontienne   | L'Artibonite   |
| Tempête            | Saint-Marc     |
| Triomphe Liancourt | Liancourt      |
| Violette           | Port-au-Prince |

## Prima fase

### Girone A
|  | Pos. | Squadra         | Pt | G | V | N | P | GF | GS | DR |
|  | ---- | --------------- | -- | - | - | - | - | -- | -- | -- |
|  | 1.   | Real Hope FA    | 15 | 8 | 5 | 0 | 3 | 10 | 5  | +5 |
|  | 2.   | Ouanaminthe     | 13 | 8 | 4 | 1 | 3 | 6  | 6  | 0  |
|  | 3.   | RC des Gonaïves | 12 | 8 | 3 | 3 | 2 | 9  | 8  | +1 |
|  | 4.   | Capoise         | 11 | 8 | 3 | 2 | 3 | 6  | 6  | 0  |
|  | 5.   | FICA            | 5  | 8 | 1 | 2 | 5 | 2  | 8  | -6 |

      Qualificata alla Seconda fase
In caso di arrivo a pari punti:
1. Maggior numero di vittorie;
2. Differenza reti;
3. Gol fatti;

### Girone B
|  | Pos. | Squadra            | Pt | G | V | N | P | GF | GS | DR |
|  | ---- | ------------------ | -- | - | - | - | - | -- | -- | -- |
|  | 1.   | Cosmopolites       | 12 | 8 | 3 | 3 | 2 | 5  | 4  | +1 |
|  | 2.   | Baltimore          | 12 | 8 | 3 | 3 | 2 | 4  | 3  | +1 |
|  | 3.   | Tempête            | 11 | 8 | 2 | 5 | 1 | 4  | 3  | +1 |
|  | 4.   | Triomphe Liancourt | 9  | 8 | 2 | 3 | 3 | 3  | 5  | -2 |
|  | 5.   | Rivartibontienne   | 8  | 8 | 2 | 2 | 4 | 3  | 4  | -1 |

      Qualificata alla Seconda fase
In caso di arrivo a pari punti:
1. Maggior numero di vittorie;
2. Differenza reti;
3. Gol fatti;

### Girone C
|  | Pos. | Squadra           | Pt | G | V | N | P | GF | GS | DR  |
|  | ---- | ----------------- | -- | - | - | - | - | -- | -- | --- |
|  | 1.   | América des Cayes | 14 | 6 | 4 | 2 | 0 | 15 | 3  | +12 |
|  | 2.   | Cavaly            | 9  | 6 | 2 | 3 | 1 | 8  | 7  | +1  |
|  | 3.   | RC Haïtien        | 6  | 6 | 1 | 3 | 2 | 3  | 9  | -6  |
|  | 4.   | Juventus          | 2  | 6 | 0 | 2 | 4 | 2  | 9  | -7  |
|  | 5.   | Violette          | 0  | 0 | 0 | 0 | 0 | 0  | 0  | 0   |

      Qualificata alla Seconda fase
In caso di arrivo a pari punti:
1. Maggior numero di vittorie;
2. Differenza reti;
3. Gol fatti;

## Seconda fase

### Girone A
|  | Pos. | Squadra      | Pt | G | V | N | P | GF | GS | DR |
|  | ---- | ------------ | -- | - | - | - | - | -- | -- | -- |
|  | 1.   | Real Hope FA | 6  | 2 | 2 | 0 | 0 | 4  | 0  | +4 |
|  | 2.   | Tempête      | 3  | 2 | 1 | 0 | 1 | 1  | 2  | -1 |
|  | 3.   | Cavaly       | 0  | 2 | 0 | 0 | 2 | 0  | 3  | -3 |

      Qualificata alla Finale
In caso di arrivo a pari punti:
1. Maggior numero di vittorie;
2. Differenza reti;
3. Gol fatti;

### Girone B
|  | Pos. | Squadra           | Pt | G | V | N | P | GF | GS | DR |
|  | ---- | ----------------- | -- | - | - | - | - | -- | -- | -- |
|  | 1.   | Ouanaminthe       | 4  | 2 | 1 | 1 | 0 | 4  | 2  | +2 |
|  | 2.   | América des Cayes | 3  | 2 | 1 | 0 | 1 | 2  | 3  | -1 |
|  | 3.   | Baltimore         | 1  | 2 | 0 | 1 | 1 | 1  | 2  | -1 |

      Qualificata alla Finale
In caso di arrivo a pari punti:
1. Maggior numero di vittorie;
2. Differenza reti;
3. Gol fatti;

## Finale
| Cap-Haïtien 26 maggio 2024, ore 23:00        | Real Hope FA         | 1 – 1 (d.c.r.) referto | Ouanaminthe | Parc Saint-Victor |
| \| \| \| \| \| \| Tiri di rigore 4 – 3 \| \| |                      |                        |             |                   |
|                                              |                      |                        |             |                   |
|                                              | Tiri di rigore 4 – 3 |                        |             |                   |